# Canton de Grenoble-4
Pour les articles homonymes, voir Canton de Grenoble.
Le canton de Grenoble-4 est une circonscription électorale française située dans le département de l'Isère et la région Auvergne-Rhône-Alpes.

## Histoire
Le canton de Grenoble-IV a été créée par le décret du 2 août 1973 à la suite du démantèlement des anciens cantons de Grenoble-Est, Grenoble-Nord et Grenoble-Sud.
Un nouveau découpage territorial de l'Isère entre en vigueur à l'occasion des élections départementales de 2015. Il est défini par le décret du 18 février 2014, en application des lois du 17 mai 2013 (loi organique 2013-402 et loi 2013-403). Les conseillers départementaux sont, à compter de ces élections, élus au scrutin majoritaire binominal mixte. Les électeurs de chaque canton élisent au Conseil départemental, nouvelle appellation du Conseil général, deux membres de sexe différent, qui se présentent en binôme de candidats. Les conseillers départementaux sont élus pour 6 ans au scrutin binominal majoritaire à deux tours, l'accès au second tour nécessitant 12,5 % des inscrits au 1er tour. En outre la totalité des conseillers départementaux est renouvelée. Ce nouveau mode de scrutin nécessite un redécoupage des cantons dont le nombre est divisé par deux avec arrondi à l'unité impaire supérieure si ce nombre n'est pas entier impair, assorti de conditions de seuils minimaux. Dans l'Isère, le nombre de cantons passe ainsi de 58 à 29. Le canton de Grenoble-4 est modifié par ce décret.

## Géographie
Ce canton est organisé autour de Grenoble dans l'arrondissement de Grenoble. Son altitude varie de 204 m (Grenoble) à 600 m (Grenoble) pour une altitude moyenne de 212 m.

## Représentation

### Représentation avant 2015
| Période | Période          | Identité              | Étiquette    | Qualité |
| ------- | ---------------- | --------------------- | ------------ | --- |
| 1973    | 1976             | Christian de Battisti | UDR puis PS  | Conseiller technique d'entreprise Adjoint au maire de Grenoble |
| 1976    | 1997 (démission) | Alain Carignon        | RPR          | Cadre de l'administration publique Maire de Grenoble (1983-1995) Député (1986 1988 et 1993) Ministre (1986-1988 et 1993-1994) Député Européen (1984-1986) Président du Conseil Général (1985-1997) |
| 1997    | 2008             | Max Micoud            | DVD puis UMP | Professeur à la faculté de médecine de Grenoble Conseiller municipal de Grenoble |
| 2008    | 2011 (démission) | Jacques Chiron        | PS           | Agent de la DGCCRF Adjoint au maire de Grenoble Sénateur (2011-2017) |
| 2011    | 2015             | Amandine Germain      | PS           | Militante associative, Grenoble |

### Représentation après 2015
| Période élective | Période élective | Mandat | Mandat   | Identité               | Nuance | Nuance | Qualité                                                 |
| ---------------- | ---------------- | ------ | -------- | ---------------------- | ------ | ------ | ------------------------------------------------------- |
| 2015             | 2021             | 2015   | 2021     | Amandine Germain       |        | PS     | Militante associative, Grenoble                         |
| 2015             | 2021             | 2015   | 2021     | Jean-Loup Macé         |        | PS     | Militant associatif, Grenoble                           |
| 2021             | 2028             | 2021   | en cours | Amandine Germain       |        | PS     | Conseillère sortante                                    |
| 2021             | 2028             | 2021   | en cours | Pierre Didier Tchétché |        | G·s    | Chargé de mission solidarités dans la fonction publique |

### Résultats détaillés

#### Élections de mars 2015
À l'issue du 1er tour des élections départementales de 2015, deux binômes sont en ballottage : Amandine Germain et Jean-Loup Macé (Union de la Gauche, 27,26 %) et Salima Djidel et Alain Dontaine (DVG, 24,61 %). Le taux de participation est de 43,44 % (10 312 votants sur 23 736 inscrits) contre 49,24 % au niveau départemental et 50,17 % au niveau national.
Au second tour, Amandine Germain et Jean-Loup Macé (Union de la Gauche) sont élus avec 52,87 % des suffrages exprimés et un taux de participation de 37,29 % (3 721 voix pour 8 851 votants et 23 736 inscrits).

#### Élections de juin 2021
Le premier tour des élections départementales de 2021 est marqué par un très faible taux de participation (33,26 % au niveau national). Dans le canton de Grenoble-4, ce taux de participation est de 28,39 % (6 814 votants sur 24 000 inscrits) contre 31,88 % au niveau départemental. À l'issue de ce premier tour, deux binômes sont en ballottage : Amandine Germain et Pierre Didier Tchétché (Union à gauche, 52,37 %) et Bertrand Biju-Duval et Leila Angela Mokondjimobe (REM, 17,59 %).
Le second tour des élections est marqué une nouvelle fois par une abstention massive équivalente au premier tour. Les taux de participation sont de 34,36 % au niveau national, 32,23 % dans le département et 28,77 % dans le canton de Grenoble-4. Amandine Germain et Pierre Didier Tchétché (Union à gauche) sont élus avec 65,65 % des suffrages exprimés (4 075 voix pour 6 905 votants et 23 997 inscrits),,. 

## Composition

### Composition de 1973 à 2015
Lors de sa création en 1973, le canton de Grenoble-IV comprenait la portion du territoire de Grenoble déterminée par l'axe des voies ci-après :
- au Nord, place de la Gare, rue Casimir-Brenier, place du Doyen-Gosse, rue Casimir-Brenier, place de la Bastille ;
- à l'Est, place de la Bastille, boulevard Gambetta, place Gustave-Rivet, rue de Stalingrad (jusqu'à son intersection avec l'ancienne voie ferrée Grenoble—Chambéry) ;
- à l'Ouest, place de la Gare, rue du 4-Septembre, rue Joseph-Rey, cours Jean-Jaurès, boulevard du Maréchal-Foch, rue Léo-Lagrange (jusqu'à son intersection avec la rue de Stalingrad).

### Composition depuis 2015
| Nom                              | Code Insee | Intercommunalité         | Superficie (km2) | Population (dernière pop. légale)                 | Densité (hab./km2) | Modifier                                    |
| -------------------------------- | ---------- | ------------------------ | ---------------- | ------------------------------------------------- | ------------------ | ------------------------------------------- |
| Grenoble (bureau centralisateur) | 38185      | Grenoble-Alpes Métropole | 18,13            | Fraction : 42 867 (2022) Commune : 156 389 (2022) | 8 626              | modifier les données · modifier les données |
| Canton de Grenoble-4             | 3812       |                          |                  | 42 867 (2022)                                     |                    | modifier les données                        |

Le canton de Grenoble-4 est désormais composé de la partie de la commune de Grenoble non incluse dans les cantons de Grenoble-1, Grenoble-2 et Grenoble-3.

## Démographie

### Démographie avant 2015
| 1975 | 1982 | 1990   | 1999   | 2006   | 2011   | 2012   |
| ---- | ---- | ------ | ------ | ------ | ------ | ------ |
| -    | -    | 19 534 | 20 029 | 21 494 | 21 760 | 22 222 |

### Démographie depuis 2015
En 2022, le canton comptait 42 867 habitants, en évolution de −1,93 % par rapport à 2016 (Isère : +3,07 %, France hors Mayotte : +2,11 %).
| 2013   | 2018   | 2022   |
| ------ | ------ | ------ |
| 47 019 | 44 064 | 42 867 |